# Mambéré (Präfektur)
Mambéré ist eine Präfektur der Zentralafrikanischen Republik. Sie hat eine Einwohnerzahl von 265.479 (Stand 2022). Die größte Stadt und Hauptstadt der Präfektur ist Carnot. Die Größe der Präfektur beträgt 15.740 km². Mit Stand 2022 wurden 265.479 Einwohner gemeldet.
Mambéré ist unterteilt in 4 Subpräfekturen (jeweils mit ihrer Hauptstadt in Klammern):
- Carnot (Carnot)
- Amada-Gaza (Amada-Gaza)
- Gadzi (Gadzi)
- Senkpa-Mbaéré (Senkpa-Mbaéré)

## Geografie
Die Präfektur liegt im Westen des Landes. Nördlich grenzt sie an Nana-Mambéré, im Osten an Ombella-Mpoko und Lobaye, im Süden an Mambéré-Kadéï und Sangha-Mbaéré und im Westen an Kamerun.

## Geschichte
Die Präfektur wurde 2020 gegründet. Ihr Gebiet gehörte vorher vollständig zur Präfektur Mambéré-Kadéï.